# Ulrich Rasche
Ulrich Rasche (* 1969 in Bochum) ist ein deutscher Regisseur und Bühnenbildner.

## Leben
Ulrich Rasche hat sich als Regisseur mit formstrengen Chorprojekten einen Namen gemacht. Nach einem Studium der Kunstgeschichte und Komparatistik sammelte Rasche Theatererfahrungen bei Frank-Patrick Steckel und Jürgen Kruse am Schauspielhaus Bochum und bei Edith Clever, Dieter Sturm und Robert Wilson an der Schaubühne am Lehniner Platz. Außerdem war er Stipendiat an Wilsons Watermill Center bei Southampton (USA). Es folgten Arbeiten am Staatstheater Stuttgart, der Volksbühne Berlin, dem Theater Bonn, den Sophiensälen Berlin sowie bei den Wiener Festwochen. Am Schauspiel Frankfurt inszenierte er 2010 Wilhelm Meister. Eine theatralische Sendung. 2014 koproduzierte er mit den Sophiensälen Berlin, dem Kunstfest Weimar, dem Schauspiel Frankfurt und Kampnagel Hamburg Die kosmische Oktave von Nis-Momme Stockmann. Seine Inszenierung von Dantons Tod 2015 am Schauspiel Frankfurt wurde als „überwältigendes Revolutions-Oratorium“ (SZ) gefeiert. Es folgten weitere Arbeiten am Burgtheater Wien, am Deutschen Theater Berlin, am Residenztheater München sowie Operninszenierungen am Grand Théatre de Genève und der Staatsoper Stuttgart.

## Rezeption
Ulrich Rasche gilt als einer der wichtigsten Regisseure und Bühnenbildner des zeitgenössischen Theaters im deutschsprachigen Raum.
2017 wurde seine Inszenierung von Die Räuber am Münchner Residenztheater zum Berliner Theatertreffen eingeladen und sein Entwurf des Bühnenbildes von der Kritikerumfrage der Zeitschrift Theater heute zum Bühnenbild des Jahres gewählt. Die Räuber erhielten ebenfalls den Nestroy-Preis für die beste Inszenierung im deutschsprachigen Raum in Wien.
In der Kritikenrundschau der nachtkritik.de wird K. Erik Franzen aus der Frankfurter Rundschau zitiert: „Rasche zeigt eine Welt, die unaufhaltsam in Bewegung geraten ist, in eine Massenbewegung […] Geradezu weggerissen von der Wucht dieses Perpetuum Mobile eines kollektiven, extrem uniformierten Entwicklungsrausches werden nicht nur die Zuschauer, sondern schließlich auch ‚Die Räuber‘.“
Seine Inszenierung der Bakchen des Euripides am Wiener Burgtheater wurde von Stephan Hilpold im Standard als „großes theatrales Statement“ gelobt und von Norbert Mayer in Die Presse als „wuchtig-plakativ, raffiniert vielschichtig, voller Kraft“ beschrieben. Im Deutschlandfunk meinte Christoph Leibold: „Vor dem Hintergrund eines grassierenden Rechtspopulismus in Europa kehrt Ulrich Rasche die Verhältnisse um […] ganz im Sinne, dass ein wenig kühle Rationalität nicht schaden könne, wo zunehmend mit gefühlten Wahrheiten argumentiert werde.“. Die Ästhetik der Bakchen ging einigen wenigen auch zu nah, die sie „eher schlicht in der Aussage und der künstlerischen Umsetzung“ bewerteten. Der Theaterkritiker Bernd Noack urteilte: „Zu Ulrich Rasche fällt auch dem geduldigsten Kritiker jetzt bald nichts mehr ein, weil der deutsche Regisseur mit dem Drang zum Überwältigen halt auch immer das Gleiche macht. Das zweifelhafte Konzept mit rotierenden Scheiben und endlosen Laufbändern, auf denen gedrillte Schauspieler im Dauermarsch die Sprache – und den Sinn – zerhacken, hat sich jetzt buchstäblich öde gelaufen.“ „Seltsam unterkomplex“ nannte Uwe Mattheis die Inszenierung der Bakchen: „Über der Uniformität seiner Schrittfolgen sind Rasche Unterscheidungen verloren gegangen. […] Die Aufführung verkennt schlicht das Fortwirken der Geschlechterdifferenz im Diskurs der Macht.“
Seine Inszenierung der 4.48 Psychose von Sarah Kane am Deutschen Theater Berlin stufte Janis El-Bira auf nachtkritik.de als „exemplarische Aufführung eines postdramatischen Klassikers, wie sie auch über die laufende Spielzeit hinaus Referenzcharakter behalten dürfte“, ein. Ähnlich urteilte Christine Wahl im Tagesspiegel: „Ein wirklich großer, maßstabsetzender Abend!“ 4.48 Psychose klinge bei Rasche „nicht nur überraschend zeitgenössisch, ja geradezu zeitdiagnostisch. Sondern die Inszenierung legt vor allem eine überindividuelle, existenzielle Dimension in der fundamentalen Selbst-Verunsicherungserfahrung frei, die durch den biografischen Kontext verstellt war“. Es gelinge Rasche „mit einem überdurchschnittlichen Ensemble“, „diese Figur […] tatsächlich aus der Opferperspektive herauszuholen“. In der FAZ schrieb Simon Strauß, Ulrich Rasche sei „der Formentschiedenste unter den derzeitigen Regisseuren“ und stellte fest, die „verbraucht geglaubte Monumentalmetapher auf die mechanische Grausamkeit unserer Gesellschaft erlangt hier, in seiner ersten Arbeit am Deutschen Theater, noch einmal eine neue Wirkungsebene […] Stand bei Rasches Arbeiten bisher neben der Maschine vor allem das arbeitende Kollektiv im Zentrum, lässt er hier größeren Raum für das Spiel des Individuums.“ Peter Laudenbach titelte in der Süddeutschen Zeitung: „So fühlt sich Verzweiflung an: Ulrich Rasche inszeniert Sarah Kanes 4.48 Psychose am Deutschen Theater Berlin chorstark auf Laufbändern. Ein erschütterndes Exerzitium.“

## Auszeichnungen und Preise

### Einladungen zum Berliner Theatertreffen
2017 wurde Ulrich Rasche mit seiner Inszenierung Die Räuber zum Berliner Theatertreffen eingeladen. Die Jury schrieb in ihrer Begründung:
„In einer Epoche der aufkommenden Massenbewegungen, da sich Demokratiefeinde auf Marktplätzen wie auf Social-Media-Plattformen gegen die offene Gesellschaft formieren, bietet Ulrich Rasches eigenwillig strenges und über Jahre verfeinertes Chortheater das Kunstwerk der Stunde. Rasche platziert seine Spieler*innen auf riesigen Laufbändern, die wie Panzerketten rotieren, sich gen Himmel heben und gen Abgrund neigen. Egal ob der Moor’sche Haushalt, der vom Intriganten Franz gekapert wird, oder die Räuberhorde um Karl Moor – alle schreiten wie Galeerensklaven einher; alle geraten in den Sog der Masse, den Rasches Komponist Ari Benjamin Meyers mit meditativen, archaischen Trommelkompositionen kongenial orchestriert. An diesem opernhaften, düsteren Abend verdichten sich die Durchbruchsphantasien und die Kritik der Instanzen, die Schillers Protagonist*innen entflammen, zum apokalyptischen Mahnmal.“
Wegen des besonders aufwändigen Bühnenbilds war die Inszenierung selbst beim Berliner Theatertreffen nicht zu sehen. Stattdessen wurde am 21. Mai 2017 eine Fernsehaufzeichnung, die 3sat von der Münchener Inszenierung erstellt hatte, als „Preview“ gezeigt.
2018 wurde Rasches Baseler Woyzeck-Inszenierung für das Theatertreffen ausgewählt.
2019 wurden sowohl Die Perser, eine Koproduktion zwischen den Salzburger Festspielen und dem Schauspiel Frankfurt, als auch Das große Heft am Staatsschauspiel Dresden für die 10er-Auswahl nominiert. Letztere Inszenierung wurde nach Berlin eingeladen.
2024 wurde das Berliner Theatertreffen mit seiner Inszenierung von "Nathan der Weise" von G.E. Lessing eröffnet.

### Nestroy-Theaterpreise
2017 wurde Rasches Die Räuber von Friedrich Schiller, inszeniert am Residenztheater München mit dem Nestroy-Preis für die beste Inszenierung im deutschsprachigen Raum in Wien ausgezeichnet.
2018 wurden Die Perser von Aischylos in Bearbeitung von Durs Grünbein als beste Aufführung im deutschsprachigen Raum mit dem Nestroy-Preis in Wien ausgezeichnet.

### Bühnenbild-Preise
2017 wurde sein Entwurf für Die Räuber am Münchner Residenztheater von der Kritikerumfrage der Zeitschrift Theater heute zum Bühnenbild des Jahres gewählt.
Im Frühjahr 2023 bekam Rasche den mit 10.000 Euro dotierten Hein-Heckroth-Bühnenbildpreis des Bundeslandes Hessen, der Stadt Gießen und der Hein-Heckroth-Gesellschaft Gießen zugesprochen. In der Preisbegründung von Olaf Altmann hieß es: „Ulrich Rasche hat eine vollkommen neue, tiefgründige, intensive und zugleich spektakulär überwältigende Theatersprache erschaffen“.
Das Bühnenbild für seine Inszenierung der Oper "Elektra" von Richard Strauss am Grand Théatre de Genève wurde 2023 mit dem "Oper! Award" ausgezeichnet.

### Akademie der Künste Berlin
Rasche wurde 2013 mit dem Kunstpreis der Akademie der Künste Berlin ausgezeichnet.
Seit 2022 ist Rasche Mitglied der Akademie der Künste Berlin.

## Regie und Bühne (Auszug)
- 2009: Salome von Oscar Wilde, Staatstheater Stuttgart[23]
- 2009: Seestück von Friedrich Schiller, Volksbühne am Rosa-Luxemburg-Platz[24]
- 2010: Die Entführung aus dem Serail nach Wolfgang Amadeus Mozart von Ulrich Rasche, Sophiensäle Berlin[25]
- 2010: Wilhelm Meister von Ulrich Rasche nach Johann Wolfgang von Goethe, Schauspiel Frankfurt[26]
- 2011: 30. September von Ulrich Rasche, Staatstheater Stuttgart[27]
- 2013: Die Apokalypse von Ulrich Rasche, Staatstheater Stuttgart[28]
- 2014: Die kosmische Oktave von Ulrich Rasche und Nis-Momme Stockmann, Sophiensäle Berlin[29]
- 2015 Dantons Tod von Georg Büchner, Schauspiel Frankfurt[30][31]
- 2015 Das Erdbeben in Chili von Heinrich von Kleist, Konzert Theater Bern[32][33]
- 2016 Die Räuber von Friedrich Schiller, Residenztheater München[34][35]
- 2017: Sieben gegen Theben/Antigone von Aischylos/Sophokles, Schauspiel Frankfurt[36]
- 2017 Woyzeck von Georg Büchner, Theater Basel[37][38]
- 2018 Das große Heft von Ágota Kristóf, Staatsschauspiel Dresden[39][40]
- 2018 Die Perser von Aischylos, Schauspiel Frankfurt, eine Koproduktion mit den Salzburger Festspielen[41][42]
- 2019 Elektra von Hugo von Hofmannsthal, Residenztheater München[43][44]
- 2019: Die Bakchen von Euripides, Wiener Burgtheater[45]
- 2020: 4.48 Psychose von Sarah Kane, Deutsches Theater Berlin[46]
- 2020: Das Erdbeben in Chili, nach Heinrich von Kleist, Residenztheater München[47]
- 2021: Oedipus von Sophokles, Deutschen Theater Berlin[48]
- 2022: Elektra von Richard Strauss am Grand Théatre de Genève[49]
- 2023: Leonce und Lena von Georg Büchner, Deutsches Theater Berlin
- 2023: Johannespassion von Johann Sebastian Bach, Staatsoper Stuttgart[50]
- 2024: Iphigenie auf Tauris von Johann Wolfgang von Goethe, Akademietheater Wien[51]
- 2023: Agamemnon von Aischylos, Residenztheater München, eine Koproduktion mit dem Athens Epidaurus Festival[52]
- 2024 Warten auf Godot von Samuel Beckett, Schauspielhaus Bochum[53]